# Sätraskogen (naturreservat, Gävle kommun)
Brännan är ett naturreservat i Gävle kommun i Gävleborgs län.
Området är naturskyddat sedan 2014 och är 171 hektar stort. Reservatet består av barrblandskog, barrskog och lövskog.